# Rites
Rites è un album in studio del sassofonista norvegese Jan Garbarek, pubblicato nel 1998.

## Tracce

### Disco 1
1. Rites – 8:29
2. Where the Rivers Meet – 7:02
3. Vast Plain, Clouds – 5:55
4. So Mild the Wind, So Meek the Water – 6:11
5. Song, Tread Lightly – 7:45
6. It's OK to Listen to the Gray Voice – 6:45
7. Her Wild Ways – 6:46

### Disco 2
1. It's High Time – 3:36
2. One Ying for Every Yang – 6:36
3. Pan – 6:13
4. We Are the Stars – 5:03
5. The Moon over Mtatsminda – 4:02
6. Malinye – 6:22
7. The White Clown – 3:47
8. Evenly They Danced – 5:18
9. Last Rite – 8:25

## Formazione
- Jan Garbarek – sassofono soprano, sassofono tenore, sintetizzatore, sampler, percussioni
- Rainer Brüninghaus – piano (Disco 1 tracce 4, 6 & 7), tastiera (Disco 1 tracce 3 & 6, Disco 2 tracce 2 & 7)
- Eberhard Weber – basso (Disco 1 tracce 3, 4, 6, & 7, Disco 2 tracce 2 & 7)
- Marilyn Mazur – batteria (Disco 1 tracce 3, 4, 6 & 7, Disco 2 tracce 2, 6 & 7), percussioni (Disco 1 tracce 2 & 5)
- Bugge Wesseltoft –  sintetizzatore (tracce 1-1, 2-1, 2-8 & 2-9), fisarmonica (tracce 2-6)